# Linți, Ujhorod
Linți (în ucraineană Лінці) este un sat în comuna Kîblearî din raionul Ujhorod, regiunea Transcarpatia, Ucraina.

## Demografie
Componența lingvistică a localității Linți
     Ucraineană (99,74%)
     Alte limbi (0,26%)
Conform recensământului din 2001, majoritatea populației localității Linți era vorbitoare de ucraineană (99,74%), existând în minoritate și vorbitori de alte limbi.